# Джерело б/н (Добрянське)
Джерело б/н — гідрологічна пам'ятка природи місцевого значення. Об'єкт розташований на території Тячівського району Закарпатської області, с. Добрянське, урочище «Ропа».
Площа — 3 га, статус отриманий у 1984 році.